# 23164 Badger
23164 Badger este un asteroid din centura principală de asteroizi.

## Descriere
23164 Badger este un asteroid din centura principală de asteroizi. A fost descoperit pe 5 aprilie 2000 la Socorro, New Mexico, în cadrul proiectului LINEAR. Asteroidul prezintă o orbită caracterizată de o semiaxă mare de 2,83 ua, o excentricitate de 0,11 și o înclinație de 1,2° în raport cu ecliptica.